# Chinotto (bevanda)

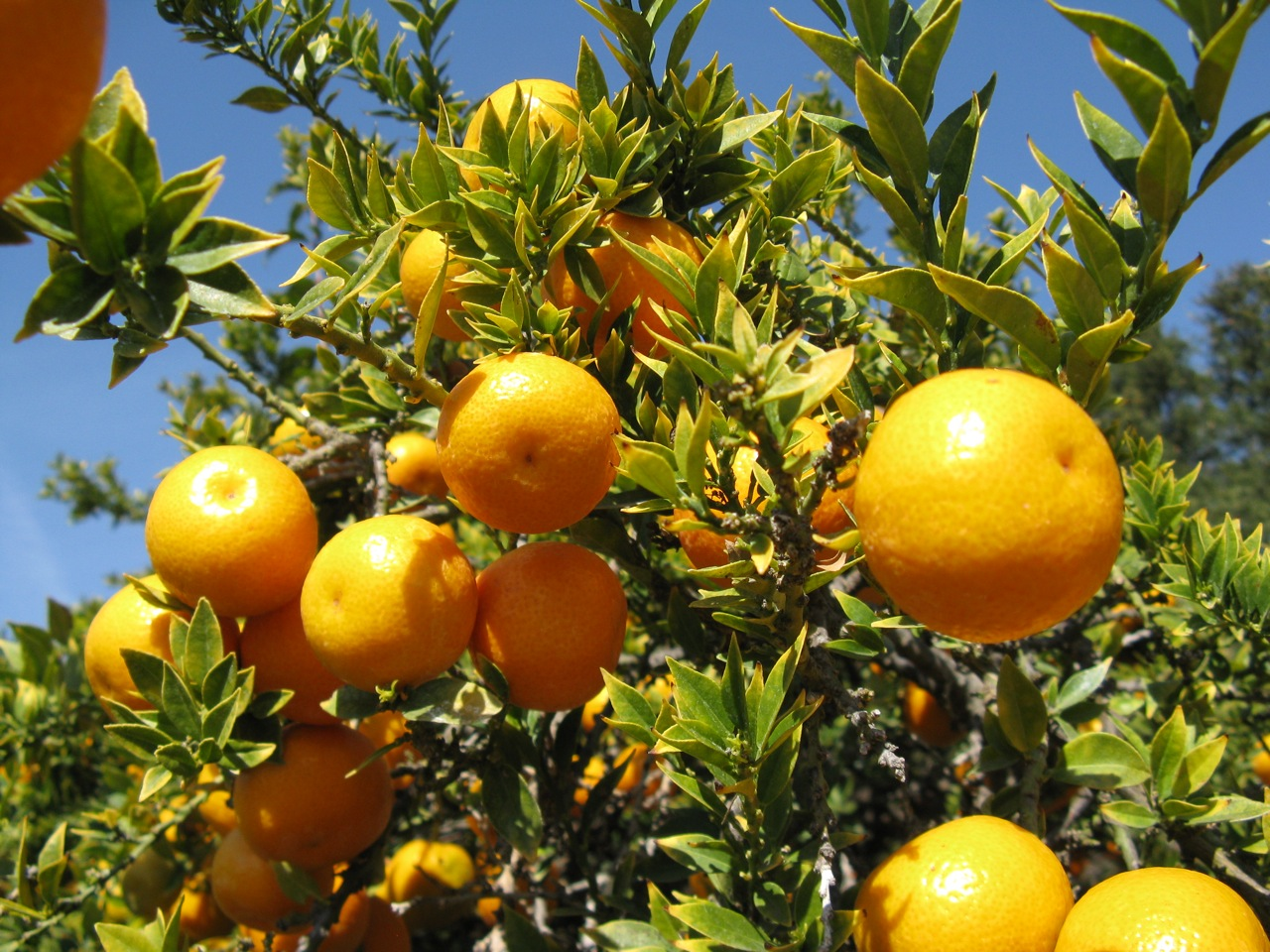
Frutti di chinotto

Il chinotto è un estratto analcolico del Citrus myrtifolia, agrume diffuso sulla costa tirrenica dell'Italia.
Si tratta di una bevanda scura dall’aspetto simile a una cola, di gusto amarognolo ma anche dolciastro, vista la presenza di zucchero.

## Storia
La bevanda è di origine incerta: alcune fonti sostengono che sia stata inventata nel 1932 dalla San Pellegrino, che ne è la principale produttrice.
Una differente ipotesi è che sia stato prodotto in Sicilia da aziende quali Tomarchio o SBEG BONA dalla metà degli anni 1940, secondo altri dall'azienda Neri di Capranica (VT) che inizia la produzione nel 1949. 
Altri affermano che la formula industriale fu inventata presso i laboratori della Costantino Rigamonti fu Giovanni a Milano, il cui proprietario divenne successivamente presidente della Recoaro. Un'ulteriore leggenda narra che questa bevanda sia stata inventata nel comune svizzero di Brusio.
Negli anni '50 il chinotto con risonanza nazionale era quello prodotto dalla Recoaro.
Occorre far notare che rispetto alle versioni storiche originali, i chinotti attualmente in commercio sono generalmente più zuccherati.

## Diffusione
In Canada la bevanda viene commercializzata con il marchio Brio, mentre in Australia il chinotto viene venduto con il marchio Bisleri (di proprietà di Coca-Cola Amatil). 
A Malta esiste la Kinnie: una bevanda simile ma prodotta con arance amare.
Nella maggior parte degli altri paesi esteri è reperibile solo in negozi specializzati in cibi e bibite italiane.
In Italia, comunque, il chinotto è di recente tornato ad avere un ampio mercato. Questo testimoniano i notevoli investimenti effettuati dalle due maggiori compagnie produttrici e il lancio di nuove versioni della bevanda, come il Chinò energy, con aggiunti stimolanti come il ginseng e la pappa reale che, però, non ha avuto molta fortuna: messo in vendita nel 2005 ha avuto una commercializzazione molto breve; oggi non viene più prodotto a vantaggio del Chinò Zero nuova versione senza zuccheri aggiunti.

## Aziende produttrici
È prodotto oggi da diverse aziende italiane:
- La Sanpellegrino, azienda oggi controllata dal gruppo multinazionale Nestlé, esporta il chinotto in tutto il mondo col marchio commerciale Chinò.
- Acque Minerali Lurisia commercializza "Il nostro chinotto" utilizzando il chinotto di Savona, presidio Slow Food[11].
- La storica società Neri di Capranica ha riavviato l'attività di produzione del chinotto come Chin8 Neri dopo un lungo periodo di arresto della produzione[4].
- La Bibite Paoletti di Ascoli Piceno, ha tra le sue referenze il chinotto nel formato small (0.25 l)
- La Abbondio produce con il marchio "Il chinotto originale", sia nella sua linea "vintage" sia in quella "con la biglia".
- L'Acqua Minerale San Benedetto produce una bibita con infuso di chinotto.
- La Terme di Crodo, produce la bevanda "Chinotto Soda" solo con chinotti di Savona.
- Anche la Coca-Cola ha lanciato in Italia il suo chinotto con marchio Fanta, tuttavia fra gli ingredienti non figura il chinotto, pertanto si tratta più propriamente di una bevanda al sapore e colore di chinotto.
- La storica produttrice di gassosa Arnone di Casoria produce chinotto a basso contenuto di zuccheri in PET (1.5 l) e bottigliette di vetro (20 cl).
- L'azienda calabrese Moka Drink di Laurignano prepara il chinotto e lo vende confezionato in bottiglie di vetro con vari formati.
- L'azienda calabrese Romanella Drinks di Reggio Calabria prepara il chinotto e lo vende confezionato in bottiglie di vetro con vari formati.
- L'azienda siciliana Tomarchio di Acireale produce il chinotto anche in particolari bottigliette di vetro.
- L'azienda Polara di Modica (RG) dal 1953 produce il chinotto sia in formato PET sia in bottigliette di vetro con il marchio "Antica Ricetta".
- L'azienda SBEG BONA -Siciliana Bevande Gassate- di Augusta (SR) produce dal 1947 chinotto a base di estratti e infusi naturali nei formati storici in vetro con i relativi marchi "Retrò Bona's" e "Naturalmente Siciliana".